# Teoria da burocracia na administração
A teoria da burocracia na administração (mais tarde denominada "Staff", do inglês) é uma teoria sociológica de Max Weber. 
O sociólogo alemão Max Weber integrou o estudo das organizações ao desenvolvimento histórico-social. Na relação Hierarquia Social e Autoridade. Segundo ele, cada época social caracterizou-se por um determinado sistema político e por uma elite dentro de determinada Cultura que, para manter essa Cultura e consequentemente o poder dessa Cultura "Estatal", e a sua também consequente legitimidade, desenvolveu um determinado aparelho ou estabelecimento - administrativo *Staff "(do inglês) para servir de suporte à sua autoridade e manter a sociedade nessa Educação, Administração e Cultura que é Dinâmica em toda Sociedade, ela não para o tempo e espaço devendo ser e estando a modernizar-se para sua sobrevivência e legitimidade evolutiva, segundo Max Weber.
De acordo com Chiavenato (2003, p. 254-255), na teoria da administração, a abordagem estruturalista surgiu com o crescimento das burocracias, em uma perspectiva de análise que vai além dos fenômenos internos da organização, visão pela qual as escolas de até então se restringiam. Para Motta, essa abordagem sintetiza as teorias clássicas e as de relações humanas, porém ganhando novas dimensões que envolvem todas as variáveis da organização.
Como afirma Chiavenato (2003), Max Weber foi o primeiro teórico que, em uma análise voltada para a estrutura, acreditava que a burocracia era a organização por excelência. Segundo Motta (1975, p. 46), a preocupação de Weber está na racionalidade, entendida como a adequação dos meios aos fins. E uma organização é racional quando é eficiente. Assim, para Weber, a burocracia era a forma mais eficiente de uma organização. Ele descreveu um tipo de estrutura burocrática acreditando que fosse comum à maioria das organizações formais. No entanto, como ressalta Maximiano (2000), Weber não definiu um modelo padrão para ser aplicado, apenas esquematizou as principais características da burocracia existente. Ao sistematizar seu estudo da burocracia, Weber (Maximiano, 2000, p. 88) começa com a análise dos processos de dominação ou autoridade. Segundo o autor, “a autoridade é a probabilidade de haver obediência dentro de um grupo determinado”. Weber distinguiu três tipos de sociedade e autoridade:
- Tradicional: também chamada de feudal, ou patrimonial, em que a aceitação da autoridade se baseia na crença de que o que explica a legitimidade é a tradição e os costumes. Em suma, os subordinados aceitam como legítimas as ordens superiores que emanam dos costumes e hábitos tradicionais ou de fatos históricos imemoriais;
- Carismática: em que a aceitação advém da lealdade e confiança nas qualidades normais de quem governa. Em presença de um líder ou chefe que personifique um  carisma invulgar ou excepcional, qualquer subordinado aceitará a legitimidade da sua autoridade.
- Racional-legal ou burocrática: em que a aceitação da autoridade se baseia na crença, na  legalidade das leis e regulamentos. Esta autoridade pressupõe um tipo de dominação legal que vai buscar a sua legitimidade no caráter prescritivo e normativo da lei;

Na sociedade tradicional (tribo, clã, família) predominam as características conservacionistas, patriarcais e patrimonialistas (Chiavenato 2003, p. 258-262); a autoridade que a preside é dita tradicional, na qual a obediência é justificada pela tradição, pelo hábito ou pelo costume.
Na sociedade carismática (partidos políticos, grupos revolucionários, nações em revolução), geralmente existem características místicas, arbitrárias e personalísticas; a autoridade carismática  que a preside é justificada pela influência de um líder detentor de qualidades que o destacam.
Já as sociedades burocráticas (as grandes empresas, os estados modernos, os exércitos) são caracterizadas pelo predomínio de normas impessoais racionalmente definidas. O tipo de autoridade (burocrática ou racional-legal) é justificado pela técnica, pela justiça, pela lei e pela meritocracia. A autoridade racional-legal prevalece nas sociedades ocidentais. Este modelo, também chamado burocrático, caracteriza-se pelos seguintes elementos:
- A lei representa o ponto de equilíbrio último, ao qual se devem reportar as regras e regulamentos, constituindo aplicações concretas de normas gerais e abstratas;
- A burocracia, em qualquer organização, é estabelecida seguindo o princípio da hierarquia. As relações hierárquicas entre superiores e subordinados são preenchidas por cargos de direção e chefia e cargos subalternos claramente definidos, de forma que a supervisão, a ordem e a subordinação sejam plenamente assimiladas e realizadas;
- A avaliação e a seleção dos funcionários são feitas em função da competência técnica. Daí a exigência de exames, concursos e diplomas como instrumentos de base à admissão e promoção;
- As relações informais não têm razão de existir. O funcionário burocrático é uma peça de uma máquina, esperando-se dele um comportamento formal e estandardizado, de forma a cumprir com exatidão as tarefas e funções que lhes estão destinadas;
- O funcionário recebe regularmente um salário, não determinado pelo trabalho realizado, mas segundo as funções que integram esse trabalho e o tempo de serviço;
- O funcionário burocrata não é proprietário do seu posto de trabalho, as funções que executa e o cargo que ocupa são totalmente independentes e separados da posse privada dos meios de produção da organização onde trabalha;
- A profissão de funcionário de tipo burocrático supõe um emprego fixo e uma carreira regular;
- O desempenho de cada cargo por parte dos funcionários burocráticos pressupõe uma grande especialização na execução das suas tarefas e trabalho.

A burocracia, segundo Weber (Chiavenato, 2003, p. 266-267), traz consigo diversas vantagens. Primeiramente, a sua racionalidade, o que significa dizer que procura os meios mais eficientes para atingir as metas da organização. A precisão com que cada cargo é definido proporciona o conhecimento exato de cada responsabilidade. Como as atividades são organizadas em rotinas e realizadas metodicamente, tornam-se, consequentemente,  previsíveis, o que aumenta a sua confiabilidade. A rapidez nas decisões é obtida pela tramitação de ordens e papéis e pela uniformidade de rotinas e regulamentos que colaboram para a redução de erros e custos. A facilidade de substituição daquele que é afastado e os critérios de seleção apenas pela competência técnica garantem a continuidade do sistema burocrático, evitando o nepotismo. O trabalho é profissionalizado, e os funcionários são treinados e especializados, trazendo benefícios para as organizações.
Como descrito por Chiavenato (2003, p. 268), o tipo ideal de burocracia weberiana tinha como uma das características a previsibilidade do seu funcionamento contribuindo para a obtenção de maior eficiência organizacional. Porém, autores como Merton, encontraram limitações na obra de Weber, partindo para uma análise crítica da realidade descrita por ele. Para Merton não existe uma organização completamente racional, como proposto por Weber. Até porque, sendo um tipo ideal, tende a ser modificado pelos homens. Merton notou que a burocracia leva também a consequências imprevistas que conduzem a ineficiências e imperfeições, e estas, por sua vez, são enfatizadas e exageradas pelos leigos. A esse fenômeno, Merton denomina de disfunções da burocracia, a exemplo da internalização das regras e o apego aos regulamentos, o excesso de formalismo e de papelório, a resistência a mudanças, a dificuldade no atendimento a clientes e os conflitos com o público.
Segundo Weber, porém, a burocracia torna a organização eficiente e eficaz, garantindo rapidez, racionalidade, homogeneidade na interpretação das normas, redução dos atritos ou discriminações e padronização (decisões iguais em situações iguais). A burocracia busca amenizar as influências externas à organização, harmonizar a especialização dos seus colaboradores e o controle das suas atividades através da competência e eficiência, sem considerações de ordem pessoal.
Weber identifica três fatores principais que favorecem o desenvolvimento da moderna burocracia:
- O desenvolvimento de uma economia monetária: na Burocracia, a moeda assume o lugar da remuneração em espécie para os funcionários, permitindo a centralização da autoridade e o fortalecimento da administração burocrática;
- O crescimento quantitativo e qualitativo das tarefas administrativas do Estado Moderno;
- A superioridade técnica – em termos de eficiência – do tipo burocrático de administração: serviu como uma força autônoma para impor sua prevalência.

O desenvolvimento tecnológico fez as tarefas administrativas tenderem ao aperfeiçoamento para acompanhá-lo. Assim, os sistemas sociais cresceram em demasia, as grandes empresas passaram a produzir em massa, sufocando as pequenas. Além disso, nas grandes empresas há uma necessidade crescente de cada vez mais se obter um controle e uma maior previsibilidade do seu funcionamento.
Segundo o conceito popular, a burocracia é visualizada geralmente como uma empresa, repartição ou organização onde o papelório se multiplica e se avoluma, impedindo as soluções rápidas e eficientes. O termo é empregado também com o sentido de apego dos funcionários aos regulamentos e rotinas, causando ineficiência à organização. O leigo passou a dar o nome de burocracia aos defeitos do sistema.
Entretanto, para Max Weber a burocracia é exatamente o contrário: é a organização eficiente por excelência e, para conseguir esta eficiência, a burocracia precisa detalhar antecipadamente e nos mínimos detalhes como as coisas devem acontecer. Em relação a este parágrafo acrescente-se que para Merton, não existem uma organização totalmente racional e o formalismo não tem a profundidade descrita por Weber. Assim pode-se dizer que para outros estudiosos a Burocracia não é tão eficiente como Weber apresenta, levando ao excesso de formalismo, de documentação e de papelório, isto leva a baixa eficiência.
A análise weberiana da burocracia foi posteriormente ampliada pelo sociólogo e filósofo Arnold Gehlen em sua teoria das instituições. Para Gehlenite, a burocracia é apenas uma modalidade de instituição social. Nossa vida seria impossível sem a existência tais dispositivos, uma vez que eles disponibilizam previamente aos indivíduos determinados protocolos de ação, ou seja, orientação. Para Gehlenite a razão de ser mais profunda da existência das instituições é que elas nos proporcionam não apenas eficácia, mas também um tipo específico alívio psicológico (Entlastung) pelo fato de não termos de decidir, a cada momento e sempre novamente, como orientar nossas decisões.

## Principais características da organização burocrática

### Caráter legal das normas e regulamentos
É uma organização ligada por normas e regulamentos previamente estabelecidos por escrito. É baseada em legislação própria que define com antecedência como a organização deve funcionar. Em queː
- São escritas.
- Procuram cobrir todas as áreas da organização.
- É uma estrutura social racionalmente organizada.
- Conferem às pessoas investidas da autoridade um poder de coação sobre os subordinados e também os meios coercitivos capazes de impor a disciplina.
- Possibilitam a padronização dentro da empresa.

### Caráter formal das comunicações
A burocracia é uma organização ligada por comunicação escrita. Todas as ações e procedimentos são feitos por escrito para proporcionar a comprovação e documentação adequadas. Como as comunicações são feitas repetitiva e constantemente, a burocracia lança mão de rotinas e formulários para facilitar as comunicações e rotinizar o preenchimento de sua formalização.

### Caráter racional e divisão do trabalho
A burocracia é uma organização que se caracteriza por uma sistemática divisão do trabalho. Esta divisão do trabalho atende a uma racionalidade que é adequada ao objetivo a ser atingido, ou seja, a eficiência da organização, através de:
- aspecto funcional da burocracia e na organização burocrática
- divisão sistemática do trabalho, do direito e do poder;
- estabelecimento das atribuições de cada participante;
- cada participante passa a ter o seu cargo específico, suas funções específicas e sua área de competência e de responsabilidade;
- cada participante sabe qual é a sua capacidade de comando sobre os outros e quais os limites de sua tarefa;

### Impessoalidade nas relações
Essa distribuição de atividade é feita impessoalmente, ou seja, é feita em termos de cargos e funções e não de pessoas envolvidas:
- considera as pessoas como ocupantes de cargos e de funções;
- o poder de cada pessoa é impessoal e deriva do cargo que ocupa;
- obedece ao superior não em consideração a pessoa, mas ao cargo que ele ocupa;
- as pessoas vêm e vão, mas os cargos permanecem;
- cada cargo abrange uma área ou setor de competência e de responsabilidade.

### Hierarquia da autoridade
A burocracia estabelece os cargos segundo o princípio de hierarquia burocrática:
- cada subordinado deve estar sob a supervisão de um superior;
- não há cargo sem controle ou supervisão;
- a hierarquia é a ordem e subordinação, a graduação de autoridade correspondente às diversas categorias de participantes, funcionários e classes;
- os cargos estão definidos por meio de regras limitadas e específicas.

### Rotinas e procedimentos
A burocracia fixa as regras e normas técnicas para o desempenho de cada cargo:
- O ocupante do cargo não pode fazer o que quiser, mas o que a burocracia impõe que ele faça;
- a disciplina no trabalho e o desempenho no cargo são assegurados por um conjunto de regras e normas, que tentam ajustar o funcionário às exigências do cargo e das organizações;
- todas as atividades de cada cargo são desempenhadas segundo padrões claramente definidos.

### Competência técnica e Meritocracia
A burocracia é uma organização na qual a escolha das pessoas é baseada no mérito e na competência técnica e não em preferências pessoais. A seleção, a admissão, a transferência e a promoção dos funcionários são baseadas em critérios de avaliação e classificação válidos para toda a organização e não em critérios particulares e arbitrários. Esses critérios universais são racionais e levam em conta a competência, o mérito e a capacidade do funcionário em relação ao cargo. Daí a necessidade de exames, concursos, teste e títulos para admissão e promoção dos funcionários.

### Na burocracia a escolha das pessoas é baseada no mérito e na competência técnica
- admissão, transferência e a promoção dos funcionários são baseadas em critérios válidos para toda a organização;
- necessidade de exames, concursos, testes e títulos para a admissão e promoção dos funcionários.

### Profissionalização dos participantes
A burocracia é uma organização que se caracteriza pela profissionalização dos seus participantes. Cada funcionário é um profissional pelas seguintes razões:
- é um especialista, ou seja, cada funcionário é especializado nas atividades do seu cargo;
- é assalariado - os funcionários da burocracia participam da organização e recebem salários correspondentes ao cargo que ocupam;
- é nomeado por superior hierárquico;
- seu mandato é por tempo indeterminado;
- segue carreira dentro da organização;
- não possui a propriedade dos meios de produção, o administrador profissional administra a organização em nome dos proprietários;
- é fiel ao cargo e identifica-se com os objetivos da empresa, o funcionário passa a defender os interesses do seu cargo e da sua organização.

### Completa previsibilidade do funcionamento
O modelo burocrático parte do pressuposto de que o comportamento dos membros da organização é perfeitamente previsível:
- os funcionários devem comportar-se de acordo com as normas e regulamentos da organização;
- tudo na burocracia é estabelecido no sentido de prever todas as ocorrências e transformar em rotina sua execução.

## Vantagens da Burocracia
Weber viu inúmeras razões para explicar o avanço da burocracia sobre as outras formas de associação. São elasː
- Racionalidade em relação ao alcance dos objetivos da organização;
- Precisão na definição do cargo e na operação, pelo conhecimento exato dos deveres;
- Rapidez nas decisões, pois, cada um conhece o que deve ser feito, por quem e as ordens e papéis tramitam através de canais preestabelecidos;
- Univocidade de interpretação garantida pela regulamentação específica e escrita. A informação é discreta, já que é passada apenas a quem deve recebê-la;
- Uniformidade de rotinas e procedimentos que favorece a padronização, redução de custos e de erros, pois os procedimentos são definidos por escrito;
- Continuidade da organização através da substituição do pessoal que é afastado;
- Redução no nível de atrito, entre as pessoas, pois cada funcionário conhece aquilo que é exigido dele e quais os limites entre suas responsabilidades e as dos outros;
- Constância, pois os mesmos tipos de decisão devem ser tomados nas mesmas circunstâncias;
- Subordinação dos mais novos aos mais antigos dentro de uma forma estrita e bem conhecida, de modo que o supervisor possa tomar decisões que afetam o nível mais baixo;
- Confiabilidade, pois o negócio é conduzido de acordo com regras conhecidas. As decisões são previsíveis e o processo decisório elimina a discriminação pessoal;
- Benefícios sob o prisma das pessoas na organização, pois a hierarquia é formalizada, o trabalho é dividido entre as pessoas de maneira ordenada, as pessoas são treinadas para se tornarem especialistas em seus campos. Portanto, poderão traçar uma carreira na organização em função de seu mérito pessoal e competência técnica.

## Racionalidade Burocrática
A racionalidade é um conceito muito ligado à burocracia e implica na adequação dos meios aos fins. No contexto burocrático, isto significa eficiência.
A burocracia é baseada em :
- Caráter legal das normas
- Caráter formal das comunicações
- A impessoalidade no relacionamento
- A divisão do trabalho
- Hierarquização de autoridade
- Rotinas e procedimentos.
- Competência técnica e mérito
- Especialização da administração
- Profissionalização
- Previsibilidade do funcionamento

### Consequências previstas
- Previsibilidade do comportamento humano.
- Padronização do desempenho dos participantes.

### Objetivos
Máxima eficiência da organização:
- Uma organização é racional se os meios mais eficientes são escolhidos para a implementação das metas,
- A racionalidade funcional é atingida pela elaboração – baseada no conhecimento cientifico – de regras que servem para dirigir, partindo de cima, todo comportamento de encontro à eficiência.

Weber usa o termo burocratização em um sentido mais amplo, referindo-se também às formas de agir e de pensar que existem não somente no contexto organizacional, mas que permeiam toda a vida social antiga.

### Definição de administração burocrática
Conjunto de agentes públicos que devem obedecer aos procedimentos determinados e à rígida hierarquia e à separação de funções. Na administração burocrática, os procedimentos sobrepõem-se à eficiência. A orientação é que o procedimento seja rigorosamente cumprido, mesmo que o resultado adquira onerosidade ou deixe de surtir efeito.

## Disfunções da burocracia, segundo Merton
1. Internalização das regras e apego aos regulamentos – As normas e regulamentos passam a se transformar de meios em objetivos. Passam a ser absolutos e prioritários. O funcionário se aliena e se condiciona, perdendo a capacidade de improviso e flexibilidade, esta é uma das principais características de qualquer atividade racional. Como os regulamentos passam a ser os principais objetivos do burocrata, este passa a trabalhar em função deles.
2. Excesso de formalidade e de papéis – A necessidade de documentar e de formalizar todas as comunicações  pode conduzir ao excesso de formalismo e de necessidade de documentar os atos, seja através de papelada ou por meio de registros digitais. É a mais gritante disfunção da burocracia.
3. Resistência a mudanças – Como tudo dentro da burocracia é rotinizado, padronizado, previsto com antecipação, o funcionário geralmente se acostuma a uma completa estabilidade e repetição daquilo que faz, o que passa a lhe proporcionar uma completa segurança a respeito de seu futuro na burocracia.  Qualquer mudança significa uma ameaça à sua segurança, sendo, portanto, altamente indesejável.
4. Despersonalização do relacionamento – A burocracia tem como uma de suas características a impessoalidade no relacionamento entre funcionários, já que enfatiza os cargos e não as pessoas.
5. Categorização como base do processo decisório – A burocracia se assenta em uma rígida hierarquização da autoridade. Portanto, quem toma decisões em qualquer situação será aquele que possui a mais elevada categoria hierárquica, independentemente do seu conhecimento sobre o assunto.
6. Super conformidade às rotinas e aos procedimentos – A burocracia se baseia em rotinas e procedimentos, como meio de garantir que as pessoas façam exatamente aquilo que delas se espera: as normas se tornam absolutas, as regras e rotinas tornam-se sagradas para o funcionário, que passa a trabalhar mais em função dos regulamentos e das rotinas do que em função dos objetivos organizacionais.
7. Exibição de sinais de autoridade – Como a burocracia enfatiza a hierarquia de autoridade, torna-se necessário um sistema de signos que indique a todos,  quem é que está no poder. Surge a tendência à utilização intensa de símbolos de status para demonstrar a posição hierárquica dos funcionários (diferentes tipos de uniformes, diferentes tamanhos de mesas e poltronas, localização da sala, do banheiro, do estacionamento, do refeitório, etc.)
8. Dificuldade no atendimento a clientes e conflitos com o público – O funcionário está completamente voltado para dentro da organização, para as suas normas e regulamentos internos, para as suas rotinas e procedimentos. Com isso a burocracia fecha-se ao cliente, que seria propriamente o seu objetivo. Todos os clientes são atendidos de forma padronizada, de acordo com regulamentos e rotinas internas, o que também ocasiona irritabilidade no público, devido a pouca atenção, descaso ou retoricas repetitivas em caso de necessidade de que seja solucionado possíveis divergências ou problemas atípicos.
A exigência de controle norteia toda a atividade organizacional. Não há espaço para a chamada organização informal (que fatalmente ocorre) ou para a expressão de diferenças individuais que possam introduzir variações no desempenho das atividades organizacionais.

## Apreciação crítica
Weber, citado em Chiavenato (2003), considera a burocracia como a forma mais racional de organização. Perrow defende a burocracia como um fator importante para a racionalização da estrutura da organização. Segundo este último, as disfunções da burocracia são apenas conseqüências do fracasso de uma burocracia mal adequada.
Katz e Kahn defendem que a burocracia é uma organização superracionalizada que não considera o ambiente e a natureza organizacional. Para eles, o sistema burocrático só sobrevive quando as exigências do ambiente são óbvias, e as exigências das tarefas individuais são mínimas, não necessitando de grandes processos.
Bennis, segundo Chiavenato (2003), critica a burocracia considerando ultrapassado o seu sistema de controle, que não é capaz de resolver os conflitos internos. Ele define a burocracia de Weber como mecanicista e acredita que ela tenda a desaparecer devido às rápidas transformações ambientais e ao aumento da complexidade das organizações.
Para Chiavenato, à diferença de outras teorias da Administração, que são prescritivas e normativas, a teoria da burocracia é descritiva e, como tal, oferece uma contribuição consistente para a compreensão da natureza das organizações humanas.